# Integrated Truss Structure
O Integrated Truss Structure (ITS), forma o esqueleto da Estação Espacial Internacional, com encaixes para equipamento logístico não pressurizado, irradiadores, painéis solares, e outro equipamento.
Durante a concepção inicial da Estação Espacial Freedom foram feitos vários esboços para o Integrated Truss, todos eles concebidos de forma a poderem ser içados para o espaço como carga, onde seriam montados, e seu equipamento instalado, por astronautas em caminhadas no espaço assim que fosse lançado. Após o esboço de 1991 a NASA optou por peças menores pré-fabricadas que impusessem um esforço de instalação mínimo.
A primeira parte do ISS Truss lançada, o Z1 Truss, é um suporte temporário para uma das grelhas solares. Contém o suporte do giroscópio de controlo de movimento (CMG - Control Moment Gyro), ligações eléctricas, equipamento de comunicação, e dois contractores de plasma desenhados para neutralizar a carga eléctrica da estação espacial.
A segunda peça do ISS Truss lançada foi o P6 Truss, que continha uma grelha solar, irradiadores, e canalização.
O escotilha liga ao S0 Truss. O P1 e S1, que se ligam com o S0 a bombordo e estibordo, respectivamente, contêm o suporte para transportar o Canadarm2 e astronautas até aos locais de trabalho, assim como irradiadores para dissipadar calor. A bombordo, o P3/P4 Truss unidos contêm um par de grelhas solares, um radiador, e uma junção rotativa para permitir um posicionamento adequado das grelhas. O P5 Truss permite acoplar o P6. Analogamente, a estibordo, o S3, S4, S5 e S6 permitem acoplar mais dois pares de grelhas solares, mais radiadores e outra junção rotativa.

## Sequência da montagem do ISS Truss e painéis solares
| Elemento                  | Missão          | Data do Lançamento     | Comprimento (m) | Diâmetro (m) | Massa (kg) |
| ------------------------- | --------------- | ---------------------- | --------------- | ------------ | ---------- |
| Z1 Truss                  | 3A - STS-92     | 11 de Outubro de 2000  | 4.9             | 4.2          | 8,755      |
| P6 Truss - Grelha solar   | 4A - STS-97     | 30 de Novembro de 2000 | 73.2            | 10.7         | 15,900     |
| S0 Truss                  | 8A - STS-110    | 8 de Abril de 2002     | 13.4            | 4.6          | 13,970     |
| S1 Truss                  | 9A - STS-112    | 7 de Outubro de 2002   | 13.7            | 3.9          | 12,598     |
| P1 Truss                  | 11A - STS-113   | 23 de Novembro de 2002 | 13.7            | 3.9          | 12,598     |
| P3/4 Truss - Grelha solar | 12A - STS-115   | 9 de Setembro de 2006  | 73.2            | 10.7         | 15,900     |
| P5 Truss                  | 12A.1 - STS-116 | 9 de Dezembro de 2006  | 13.7            | 3.9          | 12,598     |
| S3/4 Truss - Grelha solar | 13A - STS-117   | 8 de Junho de 2007     | 73.2            | 10.7         | 15,900     |
| S5 Truss                  | 13A.1 - STS-118 | 8 de Agosto de 2007    | 13.7            | 3.9          | 12,598     |
| S6 Truss - Grelha solar   | 15A - STS-119   | 15 de Março de 2009    | 73.2            | 10.7         | 15,900     |